# Šácholan liliokvětý
Šácholan liliokvětý (Magnolia liliiflora), nazývaný také magnólie liliokvětá, je opadavý keř z čeledi šácholanovitých. Vyznačuje se purpurově červenými květy, rozvíjejícími se současně s listy. V Česku je občas vysazován jako okrasná dřevina, i když podstatně řidčeji než jeho kříženec, šácholan Soulangeův.

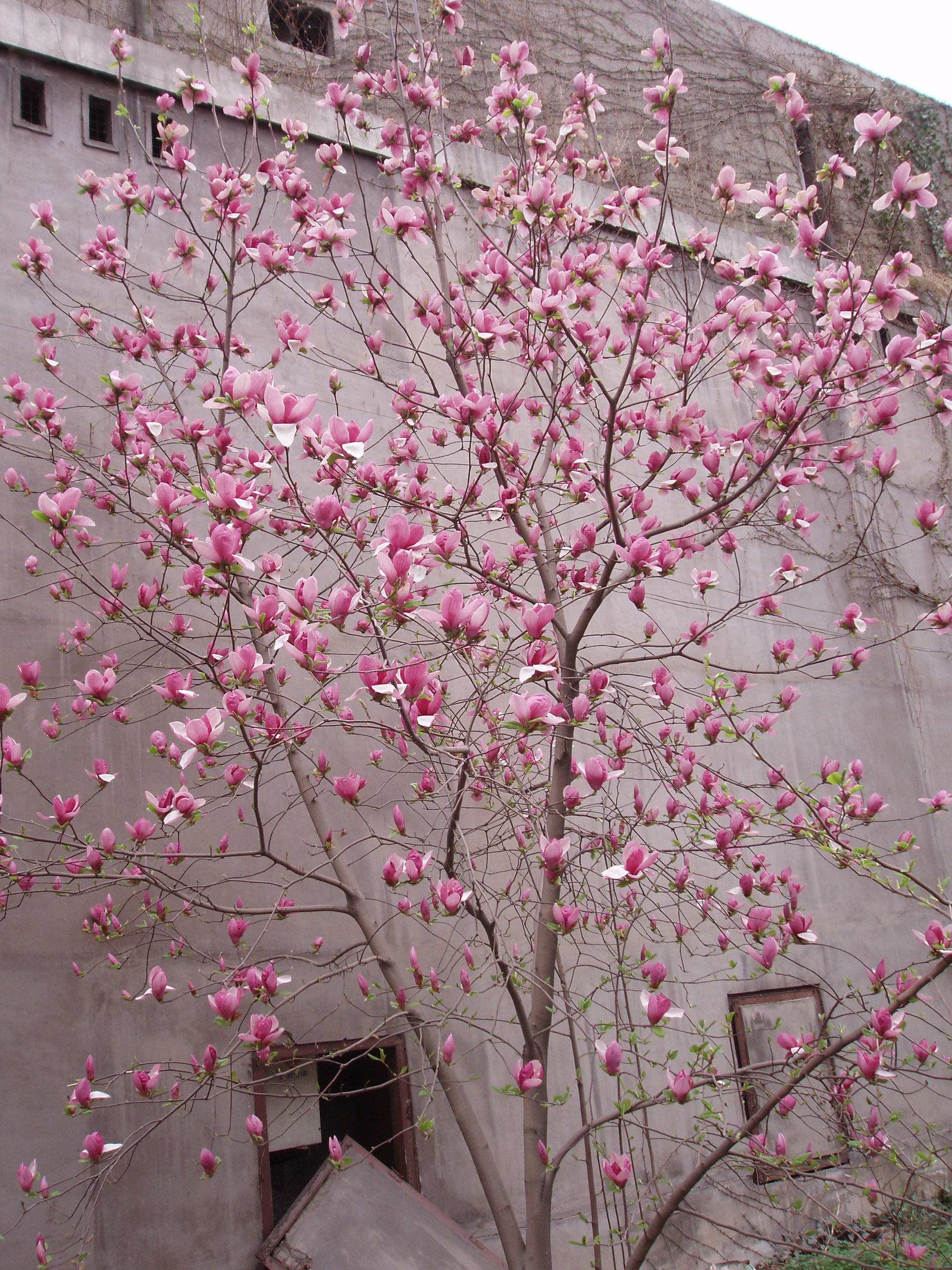
Šácholan liliokvětý v květu

## Charakteristika
Šácholan liliokvětý je opadavý, hustě rostoucí keř dorůstající výšky asi 1 až 3 metry. Borka je šedavě hnědá. Letorosty jsou zelenavě purpurové až světle purpurově hnědé. Listy jsou elipticky obvejčité až obvejčité, s 8 až 18 cm dlouhou a 3 až 10 cm širokou čepelí, na bázi se postupně směrem k řapíku zužující, na vrcholu špičaté až zašpičatělé. Listy jsou na líci tmavě zelené a za mlada řídce chlupaté, na rubu nasivěle zelené a podél žilek chlupaté. Žilnatina je tvořena 8 až 10 páry postranních žilek. Řapíky jsou 0,8 až 2 cm dlouhé. Květní poupata jsou vejcovitá, nažloutle chlupatá. Květy jsou vzpřímené, zvonkovitě rozevřené, lehce vonné. Okvětí je složeno z 9 až 12 dužnatých plátků. Vnitřní plátky jsou elipticky obvejčité, 8 až 10 cm dlouhé a 3 až 4,5 cm široké, na vnější straně purpurově červené, na vnitřní světlé. Vnější 3 plátky jsou červenavě zelené, kopinaté, kratší a opadavé, nahrazující kalich. Tyčinky jsou purpurově červené, asi 8 až 10 mm dlouhé. Pestíky jsou bledě purpurové, lysé. Kvete společně s rozvíjejícími se listy, v květnu až červnu. Souplodí zvané šách je tmavě purpurově hnědé, válcovité, 7 až 10 cm dlouhé, s téměř kulovitými a krátce zobanitými měchýřky.

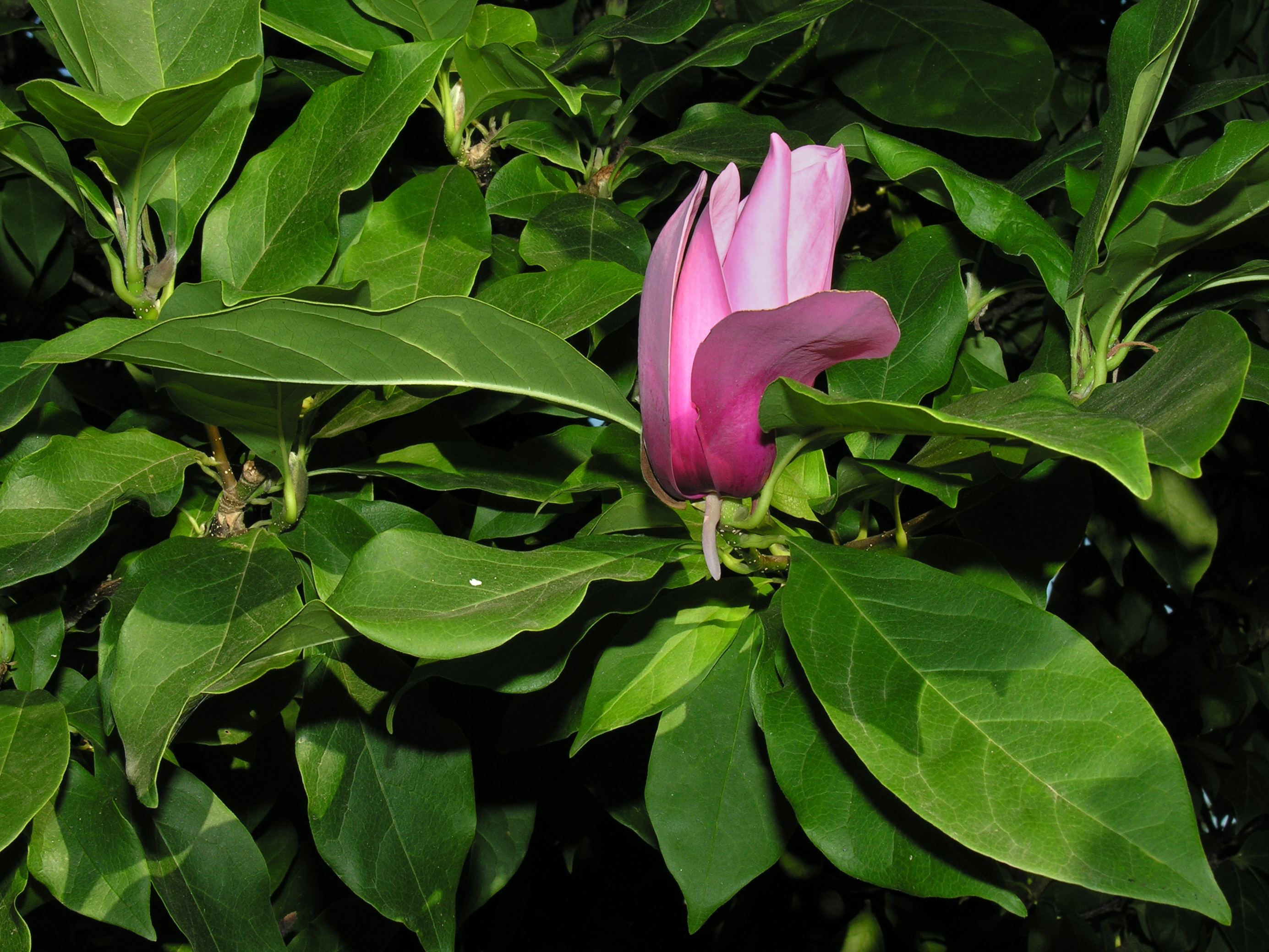
Kvetoucí šácholan liliokvětý
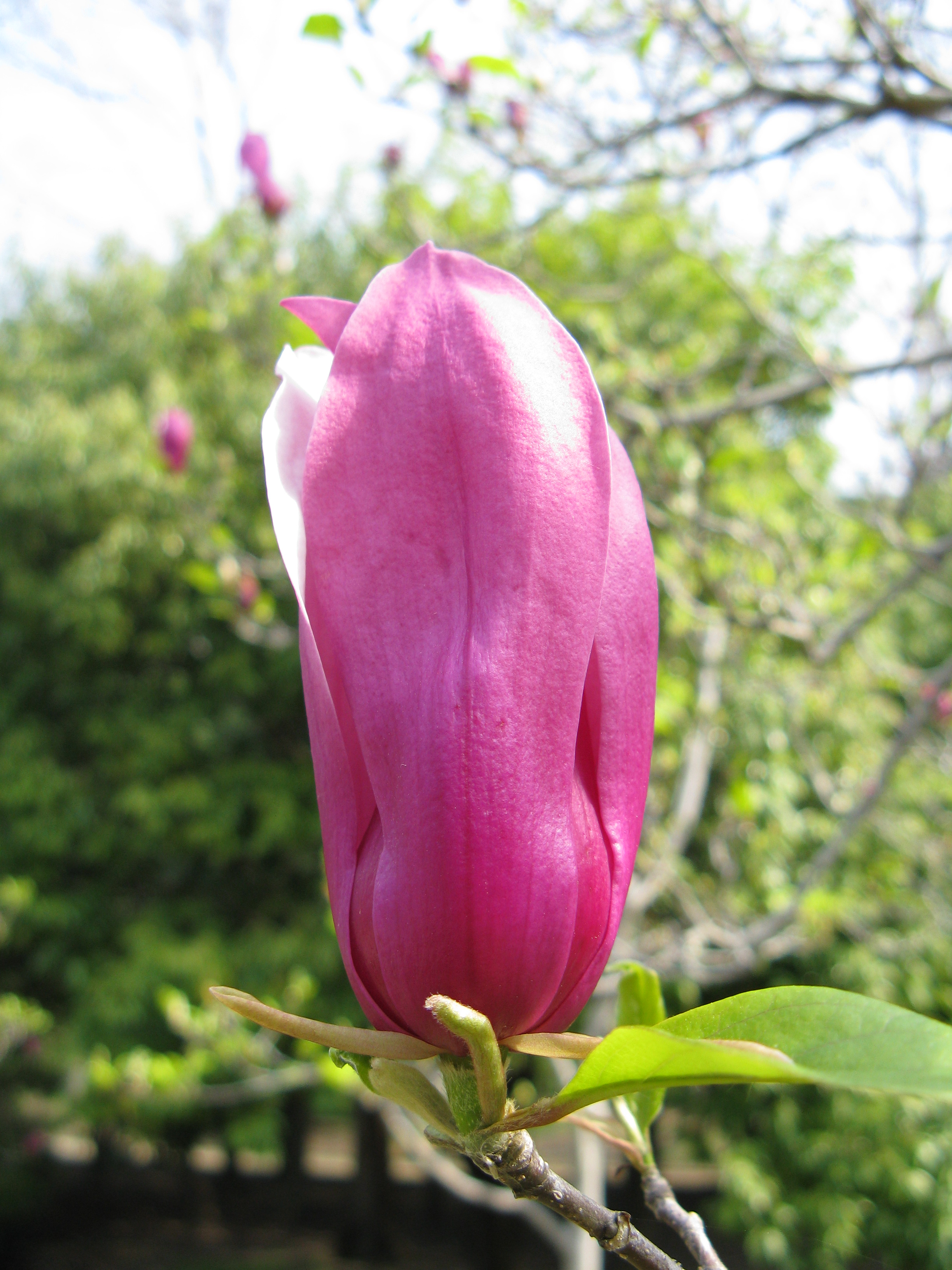
Květ šácholanu liliokvětého
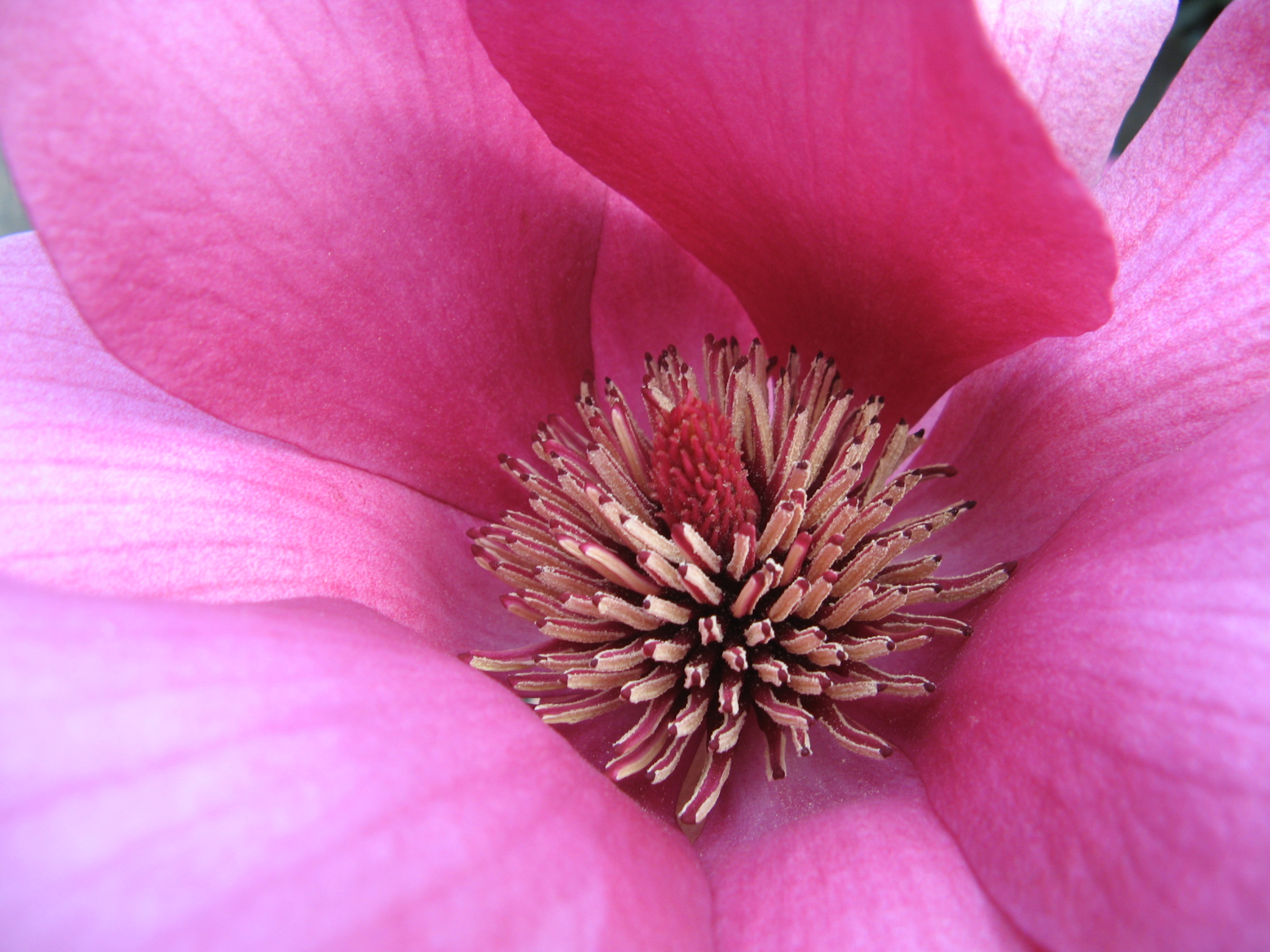
Detail středu květu
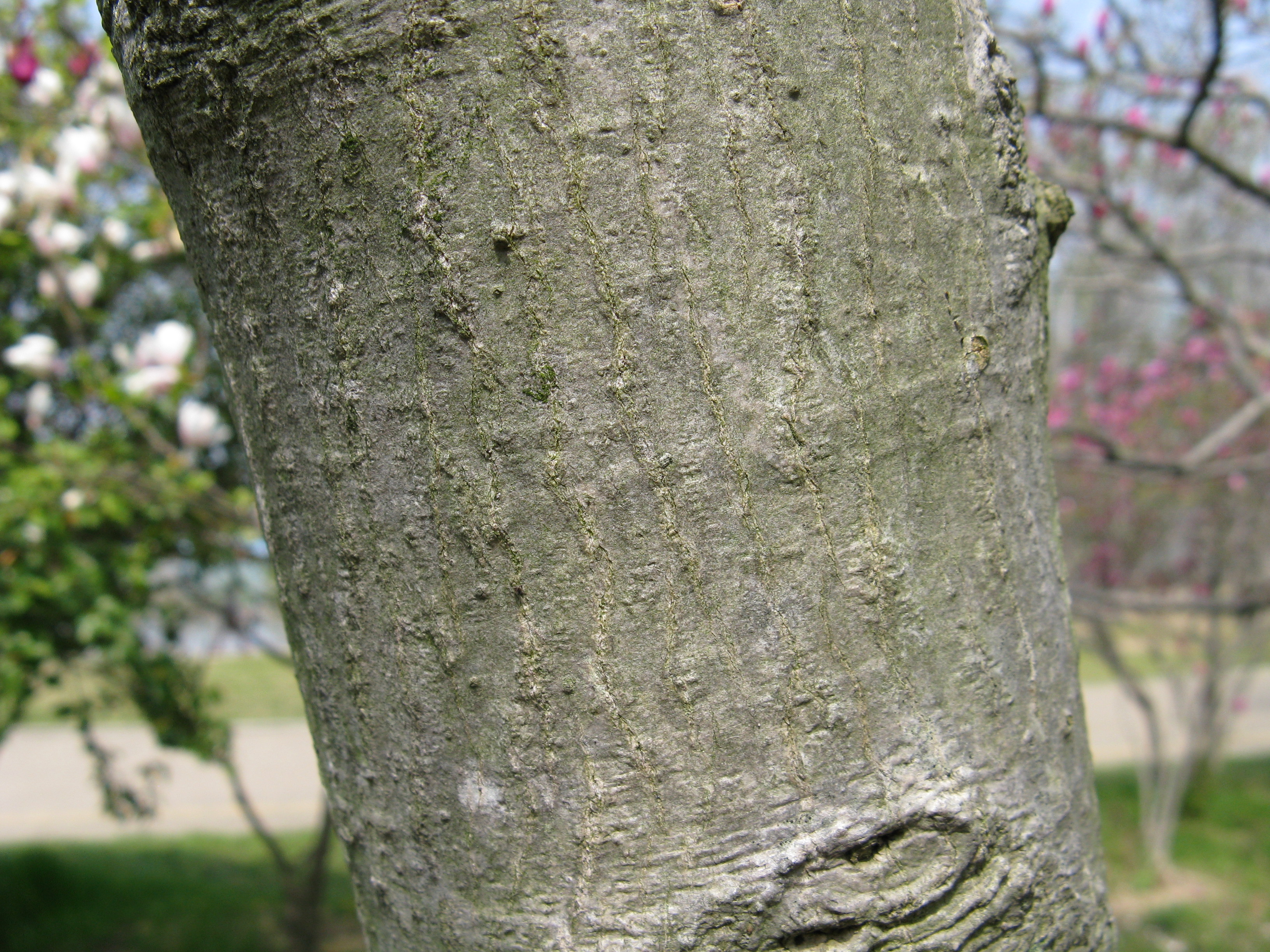
Borka šácholanu liliokvětého

## Rozšíření
Šácholan liliokvětý je rozšířen ve střední, jižní a jihovýchodní Číně v provinciích Čchung-čching, Fu-ťien, Chu-pej,
Šen-si, S’-čchuan a Jün-nan. Roste na okrajích lesů a horských svazích v nadmořských výškách 300–1600 metrů.

## Taxonomie
Šácholan liliokvětý byl popsán již v roce 1792.
V současné taxonomii rodu Magnolia je řazen do sekce Yulania a podsekce Yulania. Do této podsekce jsou z druhů pěstovaných v ČR řazeny také další časně kvetoucí druhy: šácholan japonský, šácholan hvězdovitý, šácholan obnažený a šácholan vrbolistý. Při úzkém pojetí rodů, preferovaném např. v díle Flora of China, je řazen do rodu Yulania jako Yulania liliiflora.

## Kříženci
Šácholan Soulangeův (Magnolia x soulangiana) byl vyšlechtěn v roce 1820 ve Francii křížením šácholanu liliokvětého s šácholanem obnaženým (Magnolia denudata). Je to v současnosti jeden z nejčastěji pěstovaných šácholanů, oblíbený pro své časné a hojné kvetení. Pěstuje se v celé řadě kultivarů.
Magnolia x brooklinensis je kříženec šácholanu liliokvětého se severoamerickým šácholanem přišpičatělým (Magnolia acuminata). Byl vyšlechtěn v brooklynské botanické zahradě a popsán v roce 1972. Pěstují se i další kříženci šácholanu liliokvětého, např. se šácholanem hvězdovitým (M. stellata).

## Význam
Šácholan liliokvětý je v Česku pěstován jako okrasná dřevina, i když podstatně méně často než jeho kříženec, šácholan Soulangeův. Existuje velké množství kultivarů. Je uváděn z Dendrologické zahrady v Průhonicích, z Pražské botanické zahrady v Tróji a z Průhonického parku. Jeden z nejčastěji vysazovaných kultivarů je 'Nigra', vyznačující se až 12 cm dlouhými květy s okvětními lístky na vnější straně tmavě purpurovými.